# 方程式

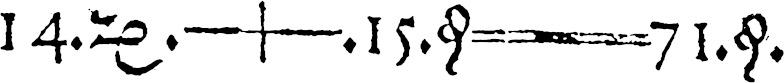
ロバート・レコードによる (1557) に記されている、最も古い方程式。14x + 15 = 71 を表している。

数学において方程式（ほうていしき、英: equation）とは、未知数である変数を含む等式である。

## 用語等
方程式を成り立たせる未知数の値を方程式の解（かい、英: solution）という。また、解を求めることを方程式を解く（とく、英: solve）という。
方程式の最も典型的な形は未知数と呼ばれる項を含んだ等式である。方程式における未知数はしばしば x などの特定の慣習的な文字によって表され、「様々に値を変える数である」という観点から変数と呼ばれたり、あるいは「特定の値を持つわけではない」という観点から不定元と呼ばれることもある。
方程式に含まれる変数に対して、変域と呼ばれるある特定の範囲の値で変数を置き換える操作を考えることができるが、これは代入と呼ばれる。各変数に代入されるべきものは、数値・関数・式など様々であり、それぞれの変数がどのような変域を持つかは文脈に依存している。
未知数に値の代入が行われて初めて、方程式が等式として成立するか否かの評価が行われる。そして、与えられた方程式を等式として成立させるような未知数の値を方程式の解と呼び、方程式の解を全て求めることを方程式を解くと言う。ふつう方程式の解は変域のとりうる任意の値ではなく、何らかの特定の値に制限を受け、時には存在しない場合すらありうる。
実数（または単位的環）全体を変域とする変数 x に関する等式
{\displaystyle \left(x+1\right)^{2}=x^{2}+2x+1}
のような、変数にどんな値を代入しても成り立つ方程式はその変域上の恒等式と呼ばれる。
一般には1つの方程式に変数が1つであるとは限らない。代入の際に同じ文字は同じ値をとるという約束の下で変数が複数存在する方程式を多元方程式あるいは多変数方程式 (multiple variable equation) などと言う。あるいはさらに、方程式として与えられる等式が1つである必要はない。方程式が1つではなく複数ある時、やはり同じ文字は同時に同じ値をとるという前提が成り立つならば、方程式は系をなすや連立するなどと言い、その複数本の方程式を一括りにして方程式系（ほうていしきけい、system of equations）もしくは連立方程式（れんりつほうていしき、simultaneous equation）などと呼ぶ。

## 各分野
代数学は特に2種類の方程式を研究する：多項式の方程式と、中でも一次方程式である。多項式方程式は、P をある多項式として、P(X) = 0 の形である。線型方程式は、a を線型写像、b をベクトルとして、a(x) + b = 0 の形である。それらを解くために、線型代数学や解析学から来る、アルゴリズム的あるいは幾何学的手法を用いる。変数の動く範囲を変えることにより方程式の性質が大幅に変わり得る。代数学はディオファントス方程式、すなわち係数と解が整数の方程式も研究する。用いられる手法は異なり、本質的に数論のものである。これらの方程式は一般に難しい。しばしば解の存在あるいは非存在を決定し、存在するときはその個数を調べるだけである。
幾何学は図形を記述するために方程式を利用する。目的はやはり前の場合とは異なり、方程式は幾何学的性質を調べるために利用される。この文脈では方程式の種類に2つの大きなものがある。直交座標系における方程式とパラメトリック方程式である。
解析学は f(x) = 0 の形の方程式を研究する。ここで f は、連続、微分可能、収縮、といったある種の性質を持った関数である。解析学の手法では方程式の解に収束する列を構成できる。目的はできるだけ正確に解を求められるようにすることである。
微分方程式は1つ以上の関数とその導関数を含む方程式である。導関数を含まない関数の表示を見つけることによって解かれる。微分方程式は連続的に変化し得る対象のダイナミクスを調べるためにしばしば利用される。微分方程式によって特徴づけられる連続的な数理モデルは、物理学、化学、生物学、経済学など様々な分野において、それぞれの対象に対し用いられる。
力学系は、解が列あるいは1変数あるいは多変数の関数であるような方程式によって定義される。中心的な問題が2つある。始状態（しじょうたい、英: initial state）と漸近的挙動（ぜんきんてききょどう、英: asymptotic behaviour）である。各初期条件、例えば列あるいは関数の 0 での値、に対し方程式は一意な解を持つ。大抵の系について、始状態を少しだけ変更した場合、解もまた僅かだけ変化することが期待され、実際そのように振る舞う。しかしすべての場合でそうというわけではなく、ある始状態の近傍では解が著しく異なることがある。このような初期条件に関する鋭敏性は第一の問題の目的である。解の極限でのあるいは漸近的振る舞いは変数が無限大に行くときの解の形に対応し、この振る舞いが第二の問題の目的である。解が発散しなければ、次のいずれかとなる。1つの値に近づくか、あるいは、循環的な振る舞い（周期関数か、値が同じ有限集合を同じ回数ずっと動き続ける列）に近づくか、あるいは、解が定義により決定的であったとしてもランダムに進展するように見えるカオスな振る舞いをする。

## 分類
与えられた等式がどのようなものであるかということによって、方程式には幾つかの分類がある。以下に代表的な方程式の種類を挙げる。

### 代数方程式
両辺を多項式 (polynomial) とする等式によって表された方程式を代数方程式と言う。多項式 p(·) によって与えられる変数の組 (x, y, z,...) を未知数とする方程式
{\displaystyle p(x,y,z,\dots )=0}
の解 (x, y, z,...) のことを p の根 (root) または零点 (zero) とも言う。代数方程式はさらに、一次方程式、二次方程式といったように、多項式の次数 (degree) d により d 次方程式 (d-ic equation, d th degree equation) に分類される。
四次以下の一変数代数方程式は多項式の係数に関する四則演算と根号を用いて解を表すことができる。代数方程式の解のようすを調べる研究は、群の概念の導入など、ガロア理論を始めとする19世紀の代数学の発展の大きな原動力の1つとなった。
歴史上の数学の発展において様々な代数方程式の解を求める試みはそれまでになかった新しい数の体系を生み出してきている。その最も古い例として、古代ギリシアにおける無理数の発見をもたらした、正方形の辺と対角線の比 x に関する方程式
{\displaystyle x^{2}-2=0}
が挙げられる。さらに、三次方程式
{\displaystyle x^{3}+px+q=0}
の実数解表示を与えるカルダノの公式
{\displaystyle x={\sqrt[{3}]{-{\frac {q}{2}}+{\sqrt {\left({\frac {q}{2}}\right)^{2}+\left({\frac {p}{3}}\right)^{3}}}}}+{\sqrt[{3}]{-{\frac {q}{2}}-{\sqrt {\left({\frac {q}{2}}\right)^{2}+\left({\frac {p}{3}}\right)^{3}}}}}}
は複素数の発見につながった。また、量子力学における粒子の位置と運動量の間に成り立つ正準交換関係
{\displaystyle pq-qp=i\hbar }
は系の状態を通常の数（C 数、classical number）の組でなく作用素で与える範例をもたらした。

### 関数方程式
数の等式ではなく関数の等式で与えられる方程式を関数方程式と呼ぶ。
{\displaystyle F\!\left(x,y,z,\dots ;f_{1}(x,y,z,\dots ),f_{2}(x,y,z,\dots ),\dots \right)=0}
関数方程式によって決定される関数を未知関数 (unknown function) と呼び、方程式中のそれ以外の関数は既知関数 (known function) として区別される。特に関数とその導関数に対して関係式を与えることで得られる微分方程式は、物理学の研究から興味深い実例を与えられ、逆にその研究成果が物理学に寄与するなど、物理学との関連が深い。一方純粋数学的には層の理論などと結びついて興味深い結果が得られている。微分方程式はさらに常微分方程式と偏微分方程式に別けられる。
連続的な変数に関する微分の近似として、離散系における差分によって定式化された差分方程式の考察がしばしば有用である。微分方程式と差分方程式では様々な類似概念や類似手法が並行して通用するため、同じ事象の連続的な側面と離散的な側面とを表していると考えることもできる。
また、方程式の形のみならず「重ね合わせの原理が働く」か否かという、解の状態についての分類が考えられる。解の重ね合わせが考えられる方程式を線型方程式、そうでないものを非線型方程式と呼ぶ。解の重ね合わせはベクトル空間の概念と結びつき、線型性という観点から線型代数学の様々な概念や手法を適用することが可能になる。とくに微分方程式を代数的に取り扱うという立場においては線型微分方程式は最も基本的な対象となる。
重要な数学的概念の導入・発展をもたらした関数方程式に、熱方程式や超幾何関数の微分方程式、可積分系に対するKdV方程式・KZ方程式が挙げられる。

#### 関数方程式の解の種類
微分方程式や差分方程式の解は、一般解と特異解とに分類されることがある。
一般解微分方程式や差分方程式の解の多くは、積分定数などの任意定数や、任意関数を含む形で記述されることが多い。例えば、n 階の常微分方程式であれば n 個の積分定数を持つ。このように、任意定数や任意関数を含む形で書かれる解のことを 一般解 (general solution) と言う。また、一般解に含まれる個々の解のことを特殊解 (particular solution) あるいは特解と言う。一般解に含まれる任意定数や、任意関数に特定の値や関数を与えることによって得られる解は全て特殊解である。一般解が任意定数を係数とする関数の線型結合で表される場合、この既知の関数の組を基本解系と呼び、その要素を基本解 (elementary solution) と言う（基本解系を単に基本解と呼ぶこともある）。
特異解一般解はその名前から「方程式の解のすべてを表現したもの 」と誤解されることが多いが、一般解だけでは表現できない解が存在することがある。この一般解で表されない解を特異解 (singular solution) と言う。
有名な例としては、クレローの方程式
{\displaystyle y=x\cdot {\frac {dy}{dx}}-\left({\frac {dy}{dx}}\right)^{2}}
は、一般解 
{\displaystyle y=Cx-C^{2}}
の他に特異解
{\displaystyle y={\frac {x^{2}}{4}}}
を持つ。

## 自然科学における方程式
自然科学が取り扱う様々な量の間に成り立つ関係は方程式として記述されている。とくに17世紀のガリレイやケプラー以降の物理学における種々の基本的な法則はふつう数学的な方程式によって表されてきた。また、化学における様々な媒質の平衡状態や生物学における大規模な個体群における個体数の変移に関する種々の法則も数学的な方程式によって表されている。

## 転用表現
俗語として諸問題を解決する時に最も適切な方法という意味に転用して使われることもある。例としては「恋愛の方程式」、勝利の方程式などがあり、スポーツ新聞や読み物に分類されるような書籍、インターネット上の一般サイトなど、さして形式張らない場ではしばしば見受けられる。この意味では「公式」も同様に使われる。
ただし、「公式」の場合は、俗称と一般的な用語の両方とも解決策である。しかし、「方程式」の場合は俗称では解決策であるが、一般的には本項で示す通り解決していない問題を含む等号で結んだ単なる式のことである。